# Великата стена
„Великата стена“ (на английски: The Great Wall) е научнофантастичен екшън чудовищен филм от 2016 г. на режисьора Жан Иму, по сценарий на Карло Бернард, Дъг Миро и Тони Гилрой, по сюжета на Макс Брукс, Едуард Цуик и Маршъл Херковиц. Като копродукция между САЩ и Китай, във филма участват Мат Деймън, Джинг Тиен, Педро Паскал, Уилям Дефо и Анди Лау. Това е първият англоезичен филм на Жан Иму.
Снимките на филма започнаха на 30 март 2015 г. в Циндао, Китай, и е излъчен премиерно в Пекин на 6 декември 2016 г. Пуснат е в „Чайна Филм Груп“ в Китай на 16 декември 2016 г. и в Съединените щати на 17 февруари 2017 г. от „Юнивърсъл Пикчърс“.